# Serge Klarsfeld

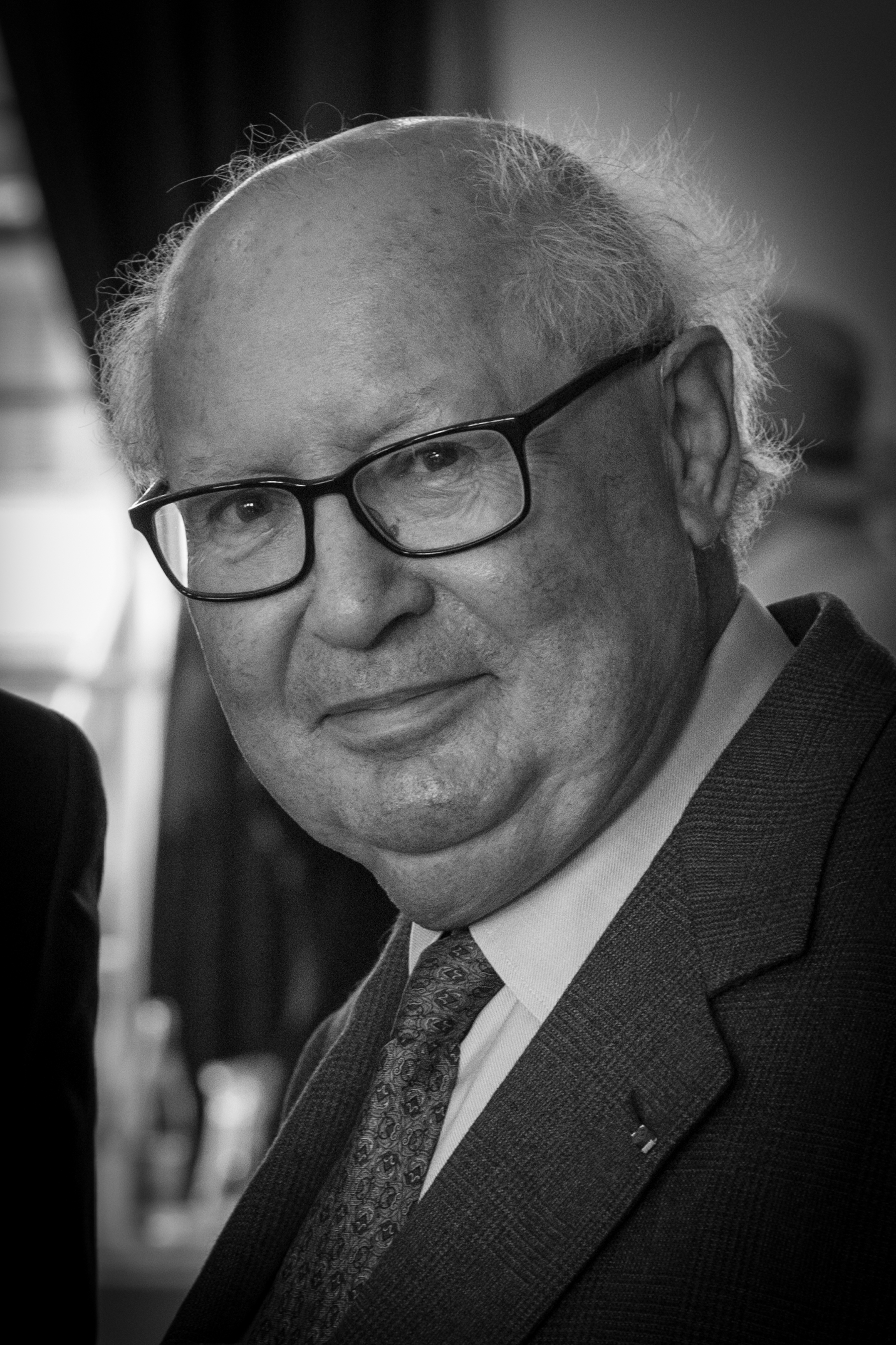
Serge Klarsfeld (2015)

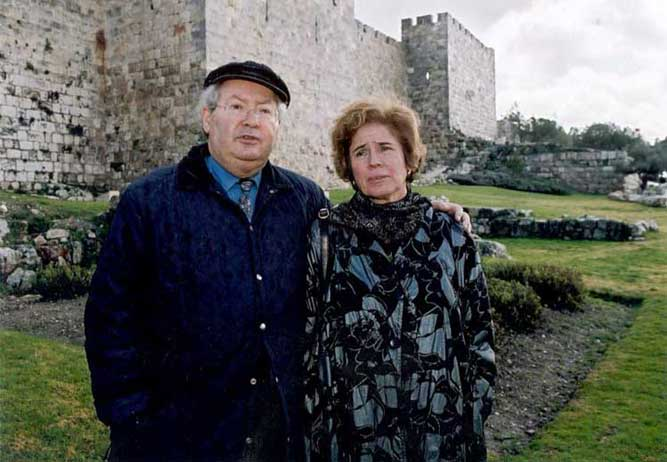
Serge en Beate Klarsfeld (2007)

Serge Klarsfeld (Boekarest, 17 september 1935) is een Joods-Franse jurist en nazi-jager die hierbij samenwerkt met zijn echtgenote, de Duits-Franse journaliste Beate Klarsfeld. 

## Biografie
In 1943 ontsnapte Klarsfeld met zijn moeder en zus in de Zuid-Franse stad Nice aan de Gestapo. Zijn vader werd er echter gepakt en in het concentratiekamp Auschwitz om het leven gebracht.
Klarsfeld is voorzitter van een Franse organisatie die de belangen behartigt van kinderen van Joodse slachtoffers in de Tweede Wereldoorlog.
Samen met zijn echtgenote ontmaskerde hij vele oorlogsmisdadigers, onder andere uit het Vichy-Frankrijk gedurende de periode 22 juni 1940 tot november 1942. Klarsfeld benadrukte altijd dat dit Franse regime verantwoordelijk was voor de dood van duizenden joden. De Franse staat ontkende deze schuld tot 2009. Op 18 februari van dat jaar werd een uitspraak gepubliceerd van de Conseil d'état, die luidde dat 'het Vichybewind wel degelijk de Franse staat vertegenwoordigde, en dat het 'de deportatie van de slachtoffers van de antisemitische vervolging toestond of mogelijk maakte, in een totale breuk met de waarden en principes van de Republiek, met name ten aanzien van de menselijke waardigheid'. Daarmee eindigde de strijd die Klarsfelds leven had beheerst met een grote overwinning.
Op 9 juli 1979 werd er door middel van een autobom door de nazistische groepering ODESSA een aanslag op hen gepleegd; hiermee poogde zij het echtpaar te laten ophouden met hun speurtocht naar criminele nazi's.